# 古里格拉姆沙達爾烏帕齊拉
古里格拉姆沙達爾乌帕齐拉是孟加拉国古里格拉姆縣的一个乌帕齐拉，位於朗布爾专区的古里格拉姆縣。。

## 人口
據1991年孟加拉國人口普查，古里格拉姆沙達爾共有戶數40,310戶，人口217311人。其中男性佔比51.01%，女性佔比48.99%；成年人口106,925人。該地7歲以上人口之平均識字率為26.2%，低於全國平均值（32.4%）。